# HMAS Bombo
HMAS Bombo (FY12) – trałowiec pomocniczy i okręt zaopatrzeniowy z okresu II wojny światowej należący do Royal Australian Navy.
Po wybuchu II wojny światowej, należący do Quarries Pty Ltd kabotażowiec „Bombo” wraz z 34 innymi statkami został wcielony do Royal Australian Navy i przystosowane do roli trałowca.

## Historia
Parowiec SS Bombo został zamówiony ze stoczni H. Robb w Leith w Szkocji pod koniec lat 20. przez należącą do rządu Nowej Południowej Walii firmę State Metal Quarries, której główna siedziba znajdował się w Bombo.  Statek został wodowany pod koniec 1929 i 11 lutego 1930 wyruszył w podróż do Sydney, gdzie przybył 23 kwietnia 1930.  Prawie natychmiast po przybyciu do Sydney statek rozpoczął pracę zazwyczaj przewożąc mułowiec z kamieniołomu w Bombo do Sydney, najczęściej odbywał pięć podróży tygodniowo.  W grudniu, wraz z innymi aktywami State Metal Quarries, został sprzedany firmie Quarries Pty Ltd.
22 lutego 1941 statek został wcielony do Royal Australian Navy i przystosowany do roli trałowca pomocniczego, do służby wszedł 28 maja 1941.  Okręt został uzbrojony w pojedynczą armatę 12-funtową (76,2 mm) i karabin maszynowy Vickers 7,62 mm (według innych źródeł w dwa działka Oerlikon 20 mm).
Okręt służył jako trałowiec do maja 1944, kiedy został przemianowany na okręt zaopatrzeniowy (stores carrier).  W tej roli służył do 25 lutego 1946 kiedy został wycofany do rezerwy, został zwrócony właścicielowi 25 lipca 1947.
Statek zatonął w sztormie 22 lutego 1949 2,5 km na południe od Wollongong.  Z 14-osobowej załogi uratowano tylko dwóch marynarzy. Wrak Bombo został odnaleziony przez nurków w 1978.